# Кирка (DC Comics)
Кирка (англ. Circe), также Цирцея — вымышленный персонаж, появляющийся в комиксах издательства DC Comics и связанных с ними работах. Она основана на одноимённом персонаже из греческой мифологии, которая заключила Одиссея в поэме Гомера, и является злой чародейкой и главным постоянным противником супергероини Чудо-женщины. С тех пор, как она впервые появилась в 1949 году в Wonder Woman #37, её представляли по-разному, хотя её характеристика неизменно сохраняла ключевые черты: бессмертие, потрясающую физическую красоту, могущественное владение магией, склонность превращать людей в животных (как и её мифологический предшественник) и, зачастую, удовольствие от причинения унижения.
Хотя Кирка впервые появилась в качестве злодейки Чудо-женщины, следующие 43 года она провела в качестве антагониста других героев DC Comics, таких как Рип Хантер, Морские Дьяволы и, в частности, Супермен и Супергёрл, для которых она была постоянным соперником (а иногда и союзницей) на протяжении конца 1950-х и 1960-х годов. В 1983 году, на закате Бронзового века комиксов, Кирка вернулась к своим корням в качестве противника Чудо-женщины и стала одним из самых значительных противников героини в Современном веке, часто появляясь в историях о Чудо-женщине на протяжении всех непрерывностей после Кризиса, The New 52 и Rebirth.
Кирка была адаптирована для нескольких анимационных телевизионных проектов и видеоигр, связанных с Чудо-женщиной и DC Comics, где её озвучивали Мишель Форбс, Лора Пост, Рэйчел Йорк и Аня Чалотра.

## История публикации

### Золотой и Серебряный век
Кирка впервые появилась со светлыми волосами и в развевающихся красных одеждах в 1949 году в Wonder Woman #37 автора Роберта Канигера и художника Гарри Дж. Питера. В 1959 году она впервые появилась во время Серебряного века с чёрными волосами и в жёлтом платье и сразилась с Рипом Хантером в Showcase #21 (автор — Джек Миллер; художник — Майк Сековски). (На обложке этого номера её волосы были окрашены в тёмно-зелёный цвет, а платье — в белый.) Три года спустя Роберт Канигер, автор истории про Чудо-женщину, в которой впервые появилась версия Кирки Золотого века, противопоставил её Морским Дьяволам в Sea Devils #3, где художником был Расс Хит. Здесь она была изображена в белом платье и с зелёными волосами, точно так же, как на обложке Showcase #21.
Также в 1962 году Кирка начала появляться в качестве повторяющегося персонажа в историях о Супермене и Супергёрл в Action Comics, Adventure Comics и Superman's Girl Friend, Lois Lane. В этих появлениях, которые продолжались на протяжении 1960-х годов, её волосы были окрашены в чёрный цвет, а платье — в бледно-розовый, и она была изображена со скипетром, направляющим её магическую силу. Она была представлена как ненадёжный союзник Супермена и Супергёрл, хотя время от времени она впадала в полную подлость. Она сыграла важную роль в происхождении и подвигах Супер-лошади Кометы, персонажа, превратившегося из человека в животное, который, что несколько настораживает, был представлен как любовный интерес Супергёрл, а также как её домашнее животное и скакун. Кирка также проявляла безответный романтический интерес к Супермену, что иногда приводило её к опрометчивым и опасным планам. Она вновь появлялась в роли недвусмысленной злодейки, на этот раз в зелёном платье, в 1972 году в Justice League of America #102.

### Бронзовый век
После появления в качестве неизвестной фигуры, скрывающейся в тени, в Wonder Woman 302 (1983), Кирка вернулась, чтобы сразиться с Чудо-женщиной, попутно преобразившись в образе Бронзового века, в Wonder Woman #312-#313 автора Дэна Мишкина и художника Дона Хека, после чего в течение следующих двух лет она неоднократно появлялась в Wonder Woman. В образе Кирки, созданном Хеком и разукрашенном Нэнси Хулахан, сочетались несколько элементов её костюмов Золотого и Серебряного веков, в том числе розовое платье и скипетр из её появлений с Суперменом и Супергёрл, а также струящееся красное одеяние из её дебюта в 1949 году. Теперь Кирка Бронзового века, изображаемая с коротко остриженными каштаново-рыжими волосами и как союзница коварного ацтекского бога Тескатлипоки, вновь стала серьёзным противником Чудо-женщины и в 1985 году вновь появилась в Who's Who in the DC Universe, а также в Кризисе на Бесконечных Землях, ограниченной серии из 12 выпусков, которая перезапустила непрерывность DC Comics.

### Современный век

#### После Кризиса
Кирка была переосмыслена в июне 1988 года творческой командой Джорджа Переса и Грега Поттера в рамках перезапуска мифов о Чудо-женщине. Эта версия, с красными радужками, тёмно-фиолетовыми волосами и в знойном зелёном платье, стала одним из главных врагов Чудо-женщины после Кризиса. Покровительствуемая богиней чародейства Гекатой, Кирка сыграла важную роль в ряде сюжетных линий, связанных с Чудо-женщиной, на протяжении всего Современного века, в том числе в качестве главного антагониста в кроссовере DC Comics War of the Gods 1991 года. Её образ был обновлён иллюстратором Джоном Россом в 1994 году в Wonder Woman (том 2) #88, осветлив волосы до лавандового цвета и одев её в откровенное зелёное боди. Редизайн Росса сопровождался более яркой и остроумной характеристикой от Кристофера Приста, которая в значительной степени была сохранена будущими писателями о Чудо-женщине, включая Фила Хименеса, Гейл Симон, Аллана Хайнберга и Грега Руку. Версия Кирки от Росса и Приста сохранила свою силу и, с некоторыми изменениями в дизайне, оставалась центральным оформлением персонажа до выхода в 2011 году перезагрузки DC Comics — The New 52.

#### The New 52иDC Rebirth
Кирка из The New 52 была представлена писателем Айваном Брэндоном и художником Том Дереником в 2011 году в Men of War (том 2) #2, в образе мужественной обнажённой соблазнительницы с кроваво-рыжими волосами и белой, как мел, кожей. В дальнейшем визуальное изображение Кирки будет несколько меняться на протяжении всей The New 52 и последующей перезагрузки в DC Rebirth. Белокожую Кирка Дереника была доработана для ежемесячной серии Trinity 2016 года, добавив ей настоящую одежду – чёрный корсет и красную юбку – и красные косички. Однако это изображение оказалось обманчивыми чарами, поскольку Кирка после Rebirth, по-видимому, раскрыла своё истинное лицо в 2016 году в Wonder Woman (том 5) #20 в рассказе писателя Грега Руки и художника Билкис Ивли. В неожиданном для героини образе Руки и Ивли Кирки предстала в современной одежде с эстетикой лесбийского шика. Коротко подстриженные каштаново-рыжие волосы персонажа из её стиля из Бронзового века возвращаются к гардеробу, состоящему из приталенных блейзеров, строгих рубашек с открытым воротом и чёрных джинсов. Рука также восстанавливает непочтительное, язвительное чувство юмора Кирки и косвенно намекает на то, что персонаж, возможно, не является гетеросексуалкой.

## Биография персонажа

### До Кризиса на Бесконечных Землях
В оригинальной серии DC Comics (до Кризиса на Бесконечных Землях) Кирка — многовековая чародейка, которая сохраняет молодость с помощью эликсира под названием витэ. Его готовят из особой комбинации растений и пряностей. Живя на острове Ээя, Кирка обретает магическую силу. Будучи любительницей животных и презирающей мужчин, Кирка веками заманивает в свои объятия моряков и путешественников мужского пола, а затем превращает их в животных, которые наилучшим образом соответствуют их характеру. В конце концов, амазонская царица Ипполита наказывает Кирку, изгоняя её на Сорку, «островную планету в космосе, где она не сможет причинить никакого вреда».
Вернувшись на Землю, Кирка пытается уничтожить Чудо-женщину, услышав в древние времена от оракула, что дочь Ипполиты погубит её. В отличие от многих других противников Чудо-женщины из Золотого века, Кирка не раскаивается, когда её заговор проваливается, и зарождается легендарная вражда.
В Captain Marvel Adventures #66, где действие разворачивается на Земле-S, рассказывается, что злой бессмертный Оггар даровал Кирке бессмертие 3000 лет назад, когда она была прекрасной греческой принцессой, надеясь, что она выйдет за него замуж. Однако, поскольку он отказывается даровать ей вечную молодость за то, что она отвергла его любовь, Кирка медленно превращается в отвратительную старуху. Став ожесточённой и озлобленной, она изучает магию, чтобы вернуть себе молодость, а также выбрасывать свой гнев на мужчин, превращая их в безмозглых зверей. Капитан Марвел и Оггар сражаются на её острове, и она превращает Билли в козла, прежде чем превратить его обратно. В конце концов, она помогает Капитану Марвелу победить Оггара, превратив его в кабана. Он спрыгивает с утёса и, по-видимому, умирает, а это значит, что она, наконец, умирает счастливой, когда его чары ослабевают.
Позже появляется женщина, называющая себя потомком первоначальной Кирки, и даёт Супермену сыворотку эволюции, которая временно и частично превращает его во льва после того, как он не согласился жениться на ней. Она покидает планету к тому времени, когда Супермен возвращается на её остров. Понимая, что сыворотка содержит криптонит, Супермен предполагает, что первоначальная Кирка, возможно, была с Криптона.
В древние времена Кирка превратила кентавра Бирона в коня, а позже наделила его сверхспособностями, как у Супер-коня Кометы. Она изображена более героичной во время своих появлений с Кометой и Супергёрл. У неё также происходили встречи с Лоис Лейн и Ланой Лэнг, и она сражается с Рипом Хантером, который встречает её во время своих путешествий во времени. Женщина-кошка однажды использовала волшебную палочку Кирки, чтобы превратить Супермена в кошку, но его превратила обратно египетская мумифицированная волшебная кошачья лапа, которую использовала Лана Лэнг.
Позже Женщина-Сатурн (версия Девушки-Сатурн из альтернативной линии времени) выдаёт себя за Кирку, что является частью плана Супермена по победе над Отрядом мести Супермену.
Во время Второй мировой войны Кирка превратила британского солдата, который скучает по службе в кавалерии, в кентавра, а затем, после его смерти, в лошадь. В другой раз во время Второй мировой войны она превратила нацистов в свиней и съела их.
Персонаж вновь появляется, но без имени, в Wonder Woman #302 (апрель 1983) и идентифицируется как Кирка в выпуске #305 (июль 1983). Кирка вновь появилась с миссией убить Чудо-женщину, чтобы предотвратить исполнение пророчества о смерти Кирки от рук Чудо-женщины. После того, как ей не удалось победить Амазонку в результате серии нападений гибридов человека и животного, она связалась с ацтекским богом Тескатлипокой, который привёл в движение цепь событий, приведших Чудо-женщину в джунгли Тропидора. Кирка призвала бога ниспослать молнию, чтобы убить Чудо-женщину, которая отвела от себя молнии и испепелила травы, которые сделали Кирку бессмертной, тем самым исполнив пророчество. Затем Кирка исчезла, поглощённая волшебным обсидиановым зеркалом Тескатлипоки, которое бог использовал, чтобы мучить её изображением, где она представлена как старуха.
Кирка начинает нормально стареть, и в последний раз её видели помогающей группе колдунов, которые пытаются победить Анти-Монитора.

### После Кризиса на Бесконечных Землях
После Кризиса на Бесконечных Землях Wonder Woman и Superman были перезапущены. Все предыдущие истории Кирки были стёрты, и она вновь была представлена с обновлённой историей.

#### Предыстория из греческой мифологии
Кирка является дочерью титанов Гипериона и Персеиды. Кирка — могущественная ведьма и бывшая принцесса Колхиды. Прекрасная волшебница с фиолетовыми волосами и красными глазами, она известна тем, что превращает людей в животных (которых называют бестиаморфами), а также способностью управлять разумом. Кирка была преданной последовательницей богини Гекаты на протяжении тысячелетий. Она жила на острове Ээя, где стала могущественным существом как в магии, так и во влиянии на некоторые части человеческого мира. Во время его путешествия на её остров Кирка влюбилась в Одиссея и родила ему трёх сыновей: Агрия, Латина и Телегона.
Хотя богиня-покровительница Кирки Геката была потомком титанов, она не считалась одной из двенадцати главных олимпийцев. Зевс очень уважал Гекату, но она не пользовалась особой благосклонностью других обитателей Олимпа. Поэтому она вышла замуж за бога Аида, но их брак оказался недолгим, и Геката была понижена в должности до служанки новой жены своего бывшего мужа. Из-за этого она покинула царство богов и согласилась отдать свою душу своей самой преданной служанке Кирке. Это привело к тому, что Кирка достигла своего нынешнего уровня могущества и бессмертия, как у богини.

#### Начало отношений с Чудо-женщиной
Когда Геката передала свою душу Кирке, она произнесла слова: «После смерти ведьмы и рождения ведьмака, Геката, по имени и выбору, вернёт себе свою душу». Геката не только богиня колдовства, но и богиня луны. Когда Кирка узнала, что Чудо-женщина носит одно имя с богиней луны Дианой, она решила, что загадочное предупреждение Гекаты, должно быть, относится к ней. Опасаясь, что Диана украдёт душу и силу Гекаты, Кирка решила уничтожить её.
Как только Диана узнала о заявлении Гекаты, она тоже почувствовала, что это относится к ней, но, конечно, у Дианы нет желания, чтобы душа Гекаты вселилась в её тело. Этот вопрос занимает центральное место в конфликте между двумя женщинами.

#### War of the Gods
Самым амбициозным ходом Кирки было разжигание войны между различными пантеонами богов по всей Мультивселенной DC, которая стала известна как Война богов. Главная цель Кирки состояла в том, чтобы получить власть над всеми враждующими пантеонами после того, как они победят или уничтожат друг друга. Другой план войны состоял в том, чтобы опозорить Диану и амазонок в глазах всего мира, представив их террористками, и с этой целью она объединилась с амазонками Бана-Мигдалла. Верная своей натуре, Кирка в конце концов предала и их. В ходе войны Кирке удалось убить Гермеса, который с тех пор находился в крайне ослабленном состоянии из-за столь долгого отсутствия на Олимпе, и временно лишить существования саму Диану, превратив её обратно в глину, из которой она была сформирована. Наконец-то осознав правду об обмане Кирки, герои Земли начали штурм Нового Олимпа, который Кирка завоевала, и сопоставили против них них богов олимпийского и римского пантеонов. В другом месте, с помощью Спектра, Мертвеца и Призрачного странника, Диана была возвращена к жизни и совместно с Донной Трой использовала амулет Гармонии, чтобы открыть портал в альтернативную вселенную, где обитали Титаны Мифов. Это заставило душу самой Гекаты покинуть тело Кирки, которое быстро состарилось и рассыпалось в прах. Затем Геката попыталась завладеть Дианой, но была уничтожена с помощью Лассо Истины.
Некоторое время спустя Кирка вернулась к жизни, хотя этому так и не было дано никакого объяснения.

#### Предательство Амазонок
После того, как амазонки Бана-Мигдаллы потеряли свой египетский город от рук богов Дианы и обратились к Кирке за местью, Кирка осталась верна своему слову и даровала амазонкам Бана-Мигдалла бессмертие и телепортировала их на Фемискиру, чтобы они сами завладели островом. Однако, к несчастью для них, после того, как это было сделано, Кирка в конце концов проявила свою ненависть ко всем амазонкам, предав союз, который у неё был с амазонками пустыни, и отправила остров и всех его обитателей в измерение демонов. Таким образом, оба племени амазонок провели несколько лет, сражаясь с демонами за собственное выживание. Когда Диана узнала, что натворила ведьма, она заставила Кирку вернуть остров на прежнее место, проиграв пари с Амазонкой.
Это не единственный случай, когда Кирка проиграла пари Чудо-женщине и была вынуждена отменить наложенное на неё заклятие. Позже Кирка заставила королеву Ипполиту забыть о том, кем она была, и вместо этого вести ложную жизнь домашней хозяйки. Кирка сказала Диане, что если ей удастся заставить Ипполиту выпить противоядие, она прекратит атаку. Диана добилась успеха, а Кирка ещё раз проявила благородство, отменив все магические эффекты, как и было обещано.

#### Донна Милтон
Одна из попыток Кирки уничтожить Чудо-женщину заключалась в том, что волшебница использовала свою магию, чтобы превратиться в светловолосого адвоката по имени Донна Милтон. В образе Донны Кирка планировала сблизиться с Дианой, подружившись с ней, прежде чем нанести удар, как только представится возможность. Чтобы обойти Лассо Истины Дианы, она также наложила заклятие, которое стёрло все воспоминания о ней как о Кирке, чтобы личность Донны имела полный контроль. Будучи Донной Милтон, она была нанята гангстером Аресом Бьюкененом, который на самом деле был замаскированным богом Аресом. За время, проведённое вместе, у них завязались романтические отношения, и Донна забеременела. Будучи Донной, план Кирки удался больше, чем она могла себе представить. Ей даже удалось спасти Диану от Ареса, который был вновь изгнан с Олимпа. Из-за стресса у Донны начались преждевременные роды, и она родила дочь Литу Милтон. Затем Донна помогла Диане основать собственное детективное агентство вместе с Микой Рэйнсом. Когда амазонка Артемида в одиночку сразилась с Белым Магом, Диана поняла, что Донна на самом деле Кирка, и умоляла её помочь переправить её на сторону Артемиды. Не веря Диане и обиженная тем, что её подруга считает её злодейкой, Донна крикнула Диане, чтобы та уходила, и подсознательно телепортировала Диану к Артемиде. Испытав шок, к Кирке начали медленно возвращаться её воспоминания. Всё ещё обладая некоторыми ложными воспоминаниями Донны, она телепортировалась к Диане, чтобы помочь ей в битве, но она была не на высоте, поскольку всё ещё была связана со своим телом Донны Милтон, и её магические атаки не повлияли на Белого Мага. Она использовала остатки своей силы, чтобы спасти Диану, телепортировав себя, демонически изменённую Гепарду, и Кассандру Арнольд, тележурналистку и любовницу Белого Мага, подальше от места битвы, оставив свои последние слова для Дианы: «Ты моя единственная подруга, Диана».

#### Расширенные горизонты
Кирка заключила фаустовскую сделку с повелителем демонов Нероном, продав ему свою душу в обмен на увеличение магической силы. Позже она стала частью Банды Несправедливости, сформированной Лексом Лютором, вместе с Джокером, Доктором Светом и Повелителем Океана. Во время драки с Лигой Справедливости Америки она увлеклась Пластичным человеком. Его способности к превращению позволяли ему мгновенно менять облик, в который она его превращала. Позже она предложила Лютору как деловые, так и романтические отношения, от которых он немедленно отказался.

#### Ведьма и воин
Незадолго до того, как Империекс напал на Землю, Кирка нанесла удар по Диане с помощью её друзей. Она вступила в союз с Себастьяном Баллестеросом, который забрал себе силу Гепарды у Барбары Энн Минервы и превратил подругу Дианы, Ванессу Капателис, в нового Серебряного Лебедя. Баллестрос также стал любовником Кирки. Она раскрывает себя после того, как Ванесса нападает на Чудо-девочку, заманивая Диану в бой. После того, как Ипполита погибает, спасая Диану от зонда Империекса, Кирка начинает атаку на Нью-Йорк. Её план включал в себя превращение всех супергероев мужского пола в её бестиаморфов, за исключением Дж’онна Джонзза, Бист Боя и Пластичного человека, для которых она использовала специальные средства, чтобы держать их взаперти из-за их способностей менять форму. Она также заключила в тюрьму и преобразовала своих бывших сообщников по Банде Несправедливости, получая особое удовольствие от пыток Лютора, поскольку он отверг её ухаживания в начале своего главенства. Поскольку единственными, на кого не подействовало заклинание, были женщины, многие супергероини вошли в город в попытке спасти своих друзей и помешать плану ведьмы. Однако Кирка предвидела это и убедила различных членов сообщества суперзлодеев объединить усилия и остановить героинь любыми необходимыми средствами. Во главе группы, выступающей против Кирки, была Чудо-женщина, которую Кирка тоже ожидала, послав Супермена, которого изменил Думсдэй. Она надеялась деморализовать мир, заставив Супермена и Чудо-женщину убить друг друга, в то время как сама транслировала драку в глобальной трансляции. В конечном счёте, Кирке не удалось осуществить свой план, поскольку большинство супергероинь смогли вернуть своих коллег-мужчин к нормальному состоянию с помощью травы моли, которая имеет тенденцию разрушать магию Кирки. После продолжительной схватки Диана, с помощью Лассо, разрушила чары Кирки, наложенные на Супермена. Лютору и Джокеру удалось освободиться и угрожать дочери Кирки. Она быстро одолела их и сбежала со своими союзниками. Кирка продолжала доставать Диану и Донну Трой, появляясь в их снах в образе умирающей Ипполиты. Диана проследила за Киркой до Парфенона, где они сразились один на один, снова во время глобальной трансляции. Кирка наложила на себя чары, чтобы физически сравняться с Дианой, но в конечном итоге потерпела поражение. Во время сражения она утверждала, что её ненависть к Диане подпитывалась лицемерием и наивностью, которые она видела в вере Дианы в лучший мир. Она пыталась спровоцировать Диану на то, чтобы она убила её, но Диана вместо этого пощадила её.
Она также была спасена от возможной смерти двумя живыми сёстрами-горгонами Сфено и Эвриалой, когда остров Фемискира погрузился в море. В качестве компенсации Кирки оживила их давно умершую сестру Медузу, которая в конце концов стала заклятым врагом Чудо-женщины.
Вскоре после поражения Медузы, дочь Кирки Лита была похищена своим отцом Аресом, когда она находилась под защитой амазонок на Фемискире. Столкнувшись лицом к лицу с Аресом, она вскоре обнаружила, что время богов находится на перепутье, и присоединилась к Аресу в качестве его супруги, как к новому правителю Тартара. Таким образом, воссоединившись, оба родителя продолжали заботиться о Лите.

#### One Year Later
В сюжетной линии One Year Later выяснилось, что Кирка является источником новых улучшений в галерее негодяев Чудо-женщины, которые увеличивают их могущество «за пределами их самых смелых фантазий». Кирка украла силы Дианы, объяснив это желанием отомстить за обиженных женщин, которым, по её мнению, Диана на самом деле не была заинтересована помогать. После завершения заклинания Кирка появляется в изменённом костюме в стиле Чудо-женщины и начинает убивать работорговцев в разных городах. Это очень напоминает предыдущий эпизод, описанный Филом Хименесом, в котором Кирка волшебным образом обрела силу «самой сильной женщины Земли». Во время битвы с Дианой она несколько раз меняла свой костюм. В конце концов, Диана возвращает свои силы у Кирки, но выяснилось, что Кирка и Геркулес были единственными греческими богами, которые не подчинились приказу Афины покинуть земной мир. Предполагается, что она оставила свою дочь Литу на попечение её отца Ареса.
Она также была ответственна за то, что вернула Обывателю способность менять облик, заменила сержанта Стила в Департаменте по делам металюдей и спровоцировала события, приведшие к сюжетной линии Amazons Attack!. Именно во время этой сюжетной линии Кирка оживила давно умершую мать Чудо-женщины и убедила её вернуть себе трон, чтобы напасть на столицу США Вашингтон. Как только Ипполита узнала, что частью планов Кирки было уничтожение Фемискиры, она метнула копьё в грудь Кирки, серьезно ранив её. Предполагалось, что она была убита, но она появилась живой и здоровой в конце Amazons Attack! #4. Она объясняет, что спровоцировала нападение амазонок, чтобы наказать олимпийских богов за то, что они позволили Аресу украсть у неё дочь Литу. Затем Бабуля Добро, которая украла образ богини Афины, замаскировалась под неё и изгнала Кирку к Аиду.

### The New 52
В перезапуске DC под названием The New 52 Кирка предстаёт в образе бледной рыжеволосой колдуньи, которая мстит королеве Ипполите и амазонкам. Она вступила в союз с Магогом и использовала свои магические способности, чтобы заставить Супермена сразиться с Чудо-женщиной. Чудо-женщина освободила Супермена из-под контроля разума, и пара победила Кирку и Магога.

### DC Rebirth
После событий DC Rebirth история Кирки была изменена. Через семь лет после того, как Диана покинула Фемискиру, чтобы стать Чудо-женщиной, генеральный директор «Empire Industries» Вероника Кейл провела ритуал, призвав Кирку отомстить богам Фобосу и Деймосу, которые забрали душу дочери Кейл, Айседоры. Поторговавшись, Кирка согласилась помочь Кейл. Она дала ей подробные инструкции, а затем вернулась в своё логово, чтобы начать накладывать связующее заклинание.
Позже Кирка встретилась с Чудо-женщиной в Аль-Дохе, Курак. Она заговорила на родном для Дианы амазонском языке, что удивило воительницу. Убив нескольких солдат, Кирка обманом заставила Чудо-женщину накинуть лассо на ведьму, что позволило ей завершить ритуал и связать Фобоса и Деймоса в форме собак. Затем Кирка телепортировалась обратно к Веронике Кейл и Доктору Кибер, союзнице Кейл. Затем Кирка рассказала Кейл, что душа её дочери находится не в камне душ, как она полагала ранее. Кирка поговорила с Фобосом и Деймосом в их животном обличье, обнаружив, что душа Айседоры была захвачена Аресом, который был заключён в тюрьму на Фемискире. Кирка отказалась помогать Кейл дальше, так как поняла, что для освобождения дочери Кейл потребуется освободить Ареса из его тюрьмы.

#### Возвращение своей души
Годы спустя Кирка объединилась с Лексом Лютором и Ра’с аль Гулом, обнаружив Ямы Пандоры. Троица сражалась с существом, появившимся из подземелий, олицетворяя их страх и ненависть к Чудо-женщине, Супермену и Бэтмену. Им удалось победить это существо, объединив свои силы.
Хотя Лютор сразу же после этого уходит, Ра’с остаётся, и Кирка объясняет, что в ямах находится армия демонов, для освобождения которых требуется жертва. Пару прерывает демон Этриган, который обнаружил ямы. Во время противостояния Ра’с ранит Этригана, и его кровь попадает в ямы. Затем они поглощают его и отделяют от его человека-носителя, Джейсона Блада. Этриган также превращается в гигантского демона и нападает на близлежащий город в сопровождении армии демонов. Бэтмен, Супермен и Чудо-женщина прибывают и произносят заклинание, чтобы снова заманить Этригана в Кровавую ловушку, хотя для этого требуется их жертва. Кирка вмешивается и спасает их, зная, что они нужны ей живыми для осуществления её плана. Ра’с и она телепортируются в Антарктиду, где вновь появились Ямы Пандоры. Затем они приветствуют Красного колпака, Артемиду и Бизарро, заманив их в это место.
Затем Кирка и Ра’с заставляют ямы завладеть Красным колпаком и Бандитами и отправляют их атаковать Готэм, где они сражаются с Бэтменом, Суперменом и Чудо-женщиной. Бэтмен призывает на помощь Джона Константина, Затанну и Мертвеца. Одержимый Красный колпак проглатывает Затанну и Мертвеца и телепортирует их в Ямы Пандоры в Антарктиде. Джон Константин следует за ними и обманом заставляет Кирку использовать Мертвеца, чтобы завладеть Суперменом, и всё это в попытке выиграть время для своих союзников.
Выясняется, что давным-давно Кирка продала свою душу в измерение Ада и на протяжении веков пыталась вернуть её. Ямы Пандоры на самом деле являются порталом, ведущим в царство, где находится душа Кирки. В повествовании, рассказанном самой Киркой, также признаётся, что она верит, что смерть наконец пришла за ней, и она на самом деле боится смерти. Затем она предаёт Ра’са и вселяется в Затанну, которая приводит к ней Супермена и Чудо-женщину.
Она готовится принести их в жертву, когда Бэтмен вступает в схватку с Бандитами, которых он освободил из-под контроля Кирки. Кирка сопротивляется, заставляя своих анименов образовать вокруг неё колосса, но герои обезвреживают её. Затем Ра’с пронзает Кирку ножом в отместку за её предательство, прежде чем бросить её в ямы. В те моменты, которые, по её мнению, являются её последними мгновениями, Кирка снова выражает свой страх умереть, прежде чем её спасет Чудо-женщина.

#### Помощь Чудо-женщине и победа над Гекатой
Когда Диана была поражена ведьминой меткой богини Гекаты, она отправилась на Ээю вместе с Тёмной Лигой Справедливости, надеясь, что Кирка сможет помочь, поскольку она поклоняется Гекате. Сначала Кирка превращает мужчин-членов Лиги в анименов, но, увидев колдовскую метку Дианы, она быстро отменяет своё заклинание и признаётся, что играет роль суперзлодейки исключительно для того, чтобы занять себя. Кирка заходит так далеко, что утешает Диану, сообщая ей, что ведьмина метка на Диане — это одна из пяти меток, которые служат хранилищем силы Гекаты, к которой богиня может прибегать, когда пожелает. Отказываясь становиться марионеткой Гекаты, Чудо-женщина разрабатывает план, а Кирка произносит заклинание, позволяющее Диане контролировать силу Гекаты, не становясь её рабыней. Хотя поначалу это срабатывало, Геката в конце концов овладела Чудо-женщиной и начала атаку на Нанда-Парбат в попытке подчинить себе все магические центры мира. Когда Тёмная Лига Справедливости пытается освободить Чудо-женщину из-под контроля Гекаты, они терпят неудачу, и сила Гекаты, исходящая от трёх других её ведьминых меток, покидает их прежних носителей, которыми, как выяснилось, являются Ведьмин Огонь, Маниту Дон и Чёрная Орхидея, и переходит к одержимой Чудо-женщине, придавая ей ещё больше сил. Не иного выхода, Кирка убеждает остальных членов Лиги, что единственный способ остановить Гекату — это убить Чудо-женщину, но прежде чем они успевают это сделать, Диана восстанавливает контроль над своим телом и с помощью Затанны убивает Гекату, скармливая её межпространственному монстру по имени Перевёрнутый человек.
Вскоре после смерти Гекаты, находясь в одиночестве на Ээе, Кирка раскрывает, что она была носительницей пятой и последней Ведьминой метки, означающей, что после смерти Гекаты вся её сила перешла к Кирке. Она тайно начинает создавать свою собственную злодейскую Тёмную лигу, начав с вербовки Флоронического человека, а затем Соломона Гранди, Папы Миднайта и Мальчика-колдуна Клариона.
Когда Суверен задумал настроить мир против амазонок, сержант Стил нанял Кирку и нескольких других злодеев, чтобы убить Чудо-женщину.

## Силы и способности
Кирка — ведьма уровня богини, обладающая чрезвычайно мощной магической/мистической энергией и силой; как таковая, она бессмертна. Она способна преобразовывать реальность и твёрдую материю с помощью магии и заклинаний. Среди прочего, она может изменять сознание, использовать разрушительные магические заряды, создавать иллюзии, воскрешать мёртвых (как она делала с Медузой), телепортироваться и трансформировать предметы и существ. Её «фирменный приём» — превращать мужчин в различных животных, как, например, когда она превратила людей Одиссея в свиней. Она также может использовать свою трансформирующую магию на себе, что ещё больше увеличивает её природные способности до сверхчеловеческих уровней, придавая ей сверхчеловеческую силу, выносливость, ловкость, рефлексы, сверхчеловеческую скорость и устойчивость к большинству телесных повреждений. Это делает её более похожей на Чудо-женщину.
У Кирки также есть волшебное зеркало, часто называемое «Зеркалом Кирки», которое позволяет любому, кто держит его в руках, менять свои черты на черты другого человека. Олимпийские боги считают его запретным предметом, но он несколько раз был украден и использован Геркулес. Кирка также может магическим образом призывать, завлекать и соблазнять мужчин своими чарующе красивыми, соблазнительными, мелодичными гипнотическими призывами, напевами, колыбельными или песнями, похожими на звуки сирены. Она также может испускать сильные всплески фиолетового огня из своих рук.

## Другие версии
- Вариант Кирки из альтернативной вселенной появляется в Flashpoint.[34]
- Кирка появляется в Sensation Comics featuring Wonder Woman.[35][36][37]
- Предполагалось, что Кирка появится во втором томе The Legend of Wonder Woman до того, как его отменили.[38]

## Вне комиксов

### Телевидение
- Кирка появляется в эпизоде «Эта маленькая свинка» из мультсериала «Лига справедливости: Без границ», где её озвучивает Рэйчел Йорк.[39] Эта версия ранее была заключена в тюрьму в Тартаре, прежде чем её условно-досрочно освободили при условии, что она не причинит вреда Ипполите.
- Кирка появляется в эпизоде «Лютор в Раю» из эпизода «Лига справедливости: Экшн», где её озвучивает Лора Пост.[39]
- Кирка появляется в мультсериале «Монстры-коммандос», где её озвучивает Аня Чалотра.[40] Эта версия является беглой амазонской чародейкой, которая стремится стать правительницей Фемискиры.

### Видеоигры
- Кирка появляется в качестве босса в Justice League Heroes: The Flash.
- Кирка появляется как босс и игровой персонаж в DC Universe Online, где её озвучивает Мишель Форбс.[39] Эта версия является ведущим членом Тайного общества, базирующегося в Метрополисе.
- Кирка появляется в качестве призываемого персонажа в Scribblenauts Unmasked: A DC Comics Adventure.[41]
- Кирка появляется как игровой персонаж в DC Unchained.

### Книги
- Кирка появляется в книге Луизы Симонсон «Магия монстров», изданной издательством Capstone в рамках серии иллюстрированных детских книг «DC Super Heroes».[42]
- Кирка появляется в книге Кристофера Харбо «Чудо-женщина вызывает уважение», изданной издательством Capstone в рамках серии иллюстрированных детских книг «DC SuperHeroes» о воспитании характера.[43]

### Прочее
- Кирка появляется в Legion of Super Heroes in the 31st Century #7.[44] Эта версия является регентом Новой Фемискиры, Фемискирской колонии на Ио.
- Кирка появляется в Batman: The Brave and the Bold #7.
- Кирка появляется в Scribblenauts Unmasked: A Crisis of Imagination #7.[45]